# Слюды
Слю́ды — группа минералов-алюмосиликатов, обладающих слоистой структурой и имеющих общую формулу X+Y23+[Si4O10](OH, F)2, реже X+Y32+[AlSi3O10](OH, F)2, где X — преимущественно K, реже Na, NH4, Y — обычно Mg, Fe, Al, реже Ba, Mn, Ca, Ti, Zn, B, V, UO2.
Слюда́ — один из наиболее распространённых породообразующих минералов интрузивных, метаморфических и осадочных горных пород, а также важное полезное ископаемое.

## Структура
Основной элемент структуры слюды представляет собой трёхслойный пакет из двух тетраэдрических слоёв, между которыми находится октаэдрический слой из катионов R2. Два из шести атомов кислорода октаэдров замещены гидроксильными группами (ОН) или фтором. Пакеты связаны в непрерывную структуру через ионы К+ (или Na+) с координационным числом 12. По числу октаэдрических катионов в химической формуле различают диоктаэдрические и триоктаэдрические слюды. В первых катионы Al3+ занимают два из трёх октаэдров, оставляя один пустым; относительное расположение шестиугольных ячеек поверхностей трёхслойных пакетов обусловлено их поворотами вокруг оси c на различные углы, кратные 60°, в сочетании со сдвигом вдоль осей a и b элементарной ячейки. Это предопределяет существование нескольких полиморфных модификаций (политипов) слюды, обладающих, как правило, моноклинной симметрией.

## Свойства
Слоистая структура слюды и слабая связь между пакетами сказывается на её свойствах: пластинчатость; весьма совершенная (базальная) спайность; способность расщепляться на чрезвычайно тонкие листочки, сохраняющие гибкость; упругость и прочность. Кристаллы слюды могут двойниковаться по «слюдяному закону» с плоскостью срастания (001) и часто имеют псевдогексагональные очертания.
Твёрдость слюды по минералогической шкале составляет 2,5-3; плотность — 2770 кг/м³ (мусковит), 2200 кг/м³ (флогопит), 3300 кг/м³ (биотит). Мусковит и флогопит бесцветны и в тонких пластинках прозрачны; оттенки бурого, розового, зелёного цветов обусловлены примесями Fe2+, Mn2+, Cr2+ и других ионов. Железистые слюды — бурые, коричневые, тёмно-зелёные и чёрные в зависимости от содержания и соотношения Fe2+ и Fe3+.
Слюды обладают хорошими электроизоляционными свойствами.

## Классификация
По химическому составу выделяют следующие группы слюд:
1. алюминиевые слюды:
  - мусковит KAl2[AISi3O10](OH)2;
  - парагонит NaAl2[AISi3O10](OH)2;
2. магнезиально-железистые слюды:
  - флогопит KMg3[AISi3O10](OH, F)2;
  - биотит K (Mg, Fe)3 [AISi3O10](OH, F)2;
  - лепидомелан KFe3[AlSi3O10](OH, F)2;
3. литиевые слюды:
  - лепидолит KLi2-xAl1+x [Al2xSi4-2xO10](OH, F)2;
  - циннвальдит KLiFeAl [AISi3O10](OH, F)2;
  - тайниолит KLiMg2[Si4O10](OH, F)2.

## Разновидности
Встречаются ванадиевая слюда — роскоэлит KV2[AISi3O10](OH)2, хромовая слюда — хромовый мусковит (или фуксит) и другие. В слюде широко проявляются изоморфные замещения: К+ замещается Na+, Ca2+, Ba2+, Rb+, Cs+ и другие ионы; Mg2+ и Fe2+ октаэдрического слоя — Li+, Sc2+, In2+ и другими ионами; Al3+ замещается V3+, Cr3+, Ti4+, Ga3+ и другими ионами.

### Изоморфизм
В слюдах наблюдаются совершенный изоморфизм между Mg2+ и Fe2+ (непрерывные твёрдые растворы флогопит — биотит) и ограниченный изоморфизм между Mg2+- Li+ и Al3+-Li+, а также переменное соотношение окисного и закисного железа. В тетраэдрических слоях Si4+ может замещаться Al3+, а ионы Fe3+ могут замещать тетраэдрический Al3+; гидроксильная группа (OH) замещается фтором. Слюды часто содержат различные редкие элементы (Be, В, Sn, Nb, Ta, Ti, Mo, W, U, Th, Y, TR, Bi), содержащиеся в виде субмикроскопических минералов-примесей: колумбита, вольфрамита, касситерита, турмалина и других. При замене К+ на Ca2+ образуются минералы группы хрупких слюд — маргарит CaAl2[Si2Al2O10](OH)2 и другие, более твёрдые и менее упругие, чем собственно слюды. При замещении межслоевых катионов К+ на H2O наблюдается переход к гидрослюдам, являющимся главными компонентами глинистых пород.

## Применение
Слюда используется как теплостойкий диэлектрик.

### История
Благодаря широкой распространённости и способности слюды расщепляться на очень тонкие, почти прозрачные листы, она использовалась с древних времён. Слюда была известна в Древнем Египте, Индии, в Греческой и Римской цивилизациях, в Китае, у ацтеков. Первое использование слюды в пещерной живописи относится к верхнему палеолиту. Слюда была обнаружена в Пирамиде Солнца в Теотиуакане.
Позднее слюда являлась весьма распространённым материалом для изготовления окон. Примерами могут служить оконницы XII века, хранящиеся в Эрмитаже, отверстия в которых были закрыты слюдой; возок Петра Первого; светильники для парадного выхода царей в Историческом музее. В старинных светильниках пластины слюды служили в качестве окошек, закрывающих огонь. Слюда широко применялась для украшения внутреннего пространства и отделки храмов, а также при создании икон. Об употреблении слюды в России с XV века свидетельствуют и археологические памятники. М. П. Алексеев отмечал в одной из своих работ, что в Англии XVI века даже предпочитали русскую слюду английскому стеклу. Английское стекло, поставки которого изучались Московской компанией, не имело конкурентных преимуществ, согласно переводу российскими историками сохранившихся писем Джорджа Турбервилля, секретаря английского посла Томаса Рандольфа во время посольства 1568—1569 годов при Иване Грозном; русские окна из слюды обладали низкой конечной ценой, а методика изготовления была крайне проста и заключалась в очень тонкой нарезке и сшиванием нитью наподобие рамы. Турбервилль сравнивает слюду с английским стеклом и приходит к выводу: «…и стекло не даст вам лучший свет».
Интереснейшим и красивейшим способом применения слюды является её использование в просечном железе в старинном северном русском промысле, широко развитом в XVII—XVIII веках в Великом Устюге. Тончайшие ажурные узоры покрывали «теремки» — ларцы для хранения тканей, одежды, различных ценностей и деловых бумаг. Деревянную основу обтягивали тканью или кожей, покрывали слюдой, а поверх набивали ажурные листы железа. Цветные фигуры и мерцание слюды оживляли строгую графику прорезных узоров. В кораблестроении слюда применялась на боевых кораблях в иллюминаторах.

### Применение слюды в современной технике
Существует три вида промышленных слюд:
- листовая слюда;
- мелкая слюда и скрап (отходы от производства листовой слюды);
- вспучивающаяся слюда (например, вермикулит).

Промышленные месторождения листовой слюды (мусковит и флогопит) высокого качества с совершенными кристаллами больших размеров редки. Крупные кристаллы мусковита встречаются в гранитных пегматитах (Мамско-Чуйский район Иркутской области, Чупа, Лоухский район Карелии, Енско-Кольский район Мурманской обл, а также месторождения Индии, Бразилии, США). Месторождения флогопита приурочены к массивам ультраосновных и щелочных пород (Ковдорское на Кольском полуострове) или к глубоко метаморфизованным докембрийским породам первично карбонатного (доломитового) состава (Алданский слюдоносный район Якутии, Слюдянский район на Байкале), а также к гнейсам (Канада и Мадагаскар).
Мусковит и флогопит используют как высококачественный электроизоляционный материал, в электро-, радио- и авиатехнике. Ещё один промышленный минерал литиевых руд — лепидолит — используется в стекольной промышленности для изготовления специальных оптических стёкол.
Слюда используется для создания входных окон некоторых счётчиков Гейгера, так как очень тонкая пластинка слюды толщиной 0,01 — 0,001 мм является достаточно тонкой, чтобы не задерживать ионизирующие излучения с низкой энергией, и при этом достаточно прочной.
Мелкая слюда и скрап используются как электротехнический изоляционный материал (например, слюдобумага). Обожжённый вспученный вермикулит применяется как огнестойкий изоляционный материал, наполнитель бетона для получения тепло- и звукозащитных материалов и утеплителей, для теплоизоляции печей.
Фасонные штампованные детали из слюды применяются для высокопрочной электрической изоляции источников тока, для электрической изоляции и крепления внутренней арматуры в электронных приборах, для крепления и изоляции внутренней арматуры сверхминиатюрных электронных ламп. Наиболее распространённой неисправностью микроволновой (СВЧ) печи является прогорание, повреждение защитной прокладки. В большинстве микроволновых печей прокладка, защищающая волновод, устанавливается в специальный «карман» и фиксируется винтом.

### Применение слюды для дизайна и реставрации
Реставрационные и восстановительные работы предполагают крайне важный, зачастую определяющий момент — применение исторически достоверных материалов, использованных первоначально и впоследствии утраченных или повреждённых. При восстановлении предметов декоративно-прикладного искусства, например, при инкрустировании изделий из кости или дорогих пород дерева, наряду с перламутром, фольгой, применяется слюда.
В настоящее время слюда применяется при постройке яхт; пластины слюды широко используются и как материал для дизайна. Так, слюда используется для каминных экранов, создавая декоративный эффект и одновременно защищая от воздействия высоких температур (благодаря термоизолирующими свойствам); применяется в витражах и в росписи по слюде; используется в ювелирном деле в качестве основы и как элемент украшений.

## Добыча слюды
Слюда разрабатывается подземным или открытым способами с применением буровзрывных работ. Кристаллы слюды выбирают из горной массы вручную. Разработаны методы промышленного синтеза слюды. Большие листы, получаемые путём склеивания пластин слюды (миканиты), используются как высококачественный электро- теплоизоляционный материал. Из скрапа и мелкой слюды получают молотую слюду, потребляемую в строительной, цементной, резиновой промышленности, при производстве красок, пластмасс и так далее. Особенно широко используется мелкая слюда в США. В начале 2010-х годов около 60 % мирового экспорта слюды приходилось на Индию (основной район добычи в штате Андхра-Прадеш, где проходит слюдяной пояс 100 км длиной и 25 км шириной).
Мировой объем потребления листовой слюды оценивается в 6 тыс. тонн в год, молотой 300 тыс. тонн в год. Объем рынка составляет 140…150 млн долларов США. К началу XXI века цены на листовую слюду не превышали 30 долларов США за килограмм, а на молотую менее 3 долларов за кг.

### В России
Слюда как заменитель стекла получила распространение со времен Древней Руси. Главным источником слюды была Керетская волость, ныне Лоухский район республики Карелия, район поселка Чупа. В XVIII веке тут добывали до полутонны слюды в год. Слюда активно экспортировалась в Европу, где ее называли московским стеклом или мусковитом (лат. Vitrum Moscoviticum). В окрестностях Лоухского и Пулонгского озёр обнаружены исторические выработки длиной до 120 метров и глубиной до 80 метров. Флогопитовые слюды начали добывать в Прибайкалье (Слюдянское месторождение) в XVII веке. В начале XVIII века Иркутская область становится одним из крупнейших центров добычи высококачественной мусковитовой слюды. В XVIII веке начинается добыча слюды на Урале.
С распространением оконного стекла добыча слюды стала падать. К концу XIX века Россия почти полностью прекратила добычу слюды. Однако в XX веке открываются новые сферы применения слюды, в первую очередь как высококачественный изолятор в электротехнике и электронике, в изготовлении огнеупорных строительных материалов. С 1930-х годов СССР становится одним из мировых лидеров в добыче слюды. Однако к концу XX века слюда опять теряет промышленное значение в связи с переходом промышленности на новые электротехнические и строительные материалы. С распадом СССР слюдяная промышленность теряет рынки сбыта, предприятия массово закрываются или перепрофилируются. Тем не менее отдельные предприятия сохранили слюдяное производство, например Санкт-Петербургская слюдяная фабрика, ведется добыча и переработка на Мамско-Чуйском месторождении и предприятием Ковдорслюда.